# Aigle (Vaud)
Pour les articles homonymes, voir Aigle (homonymie).
Aigle est une ville suisse du canton de Vaud située dans le district d'Aigle, dont elle est le chef-lieu. Du fait de sa position de carrefour entre plaine et montagne, elle est au cœur d'un maillage ferroviaire et routier.

## Géographie

### Situation

Vue aérienne (1968)

Aigle se trouve à 415 mètres d'altitude et est située au cœur du Chablais, à la croisée de la Grande Eau et du Rhône, de la vallée des Ormonts et de la vallée du Rhône. Au pied des Préalpes vaudoises, elle est entourée des massifs du Plantour et de Drapel, de vignobles et terres agricoles. Le point culminant de la commune est à 1 040 mètres d'altitude.
Le territoire d'Aigle s'étend sur 16,41 km2. Lors du relevé de 2013-2018, les surfaces d'habitations et d'infrastructures représentaient 28,0 % de sa superficie, les surfaces agricoles 31,3 %, les surfaces boisées 37,3 % et les surfaces improductives 4,0 %.
Elle est limitrophe des communes de Yvorne, Leysin, Ormont-Dessous et Ollon dans le canton de Vaud, Vouvry et Monthey dans le canton du Valais.

### Climat
La ville d'Aigle est située dans une région au climat océanique tempéré sans saison sèche avec des étés tempérés (Cfb selon la classification de Köppen).
Entre 2000 et 2022, la température la plus basse mesurée durant l'année a été de −19,0 °C (2000) et la plus forte rafale a dépassé les 120,4 km/h (2014). La température la plus élevée depuis le début des enregistrements a été de +36,1 °C, mesurée le 5 juillet 2016.
| Mois                    | jan. | fév. | mars | avril | mai  | juin | jui. | août | sep. | oct. | nov. | déc. | année |
| ----------------------- | ---- | ---- | ---- | ----- | ---- | ---- | ---- | ---- | ---- | ---- | ---- | ---- | ----- |
| T. min. moy.            | −2,1 | −1,5 | 1,5  | 4,4   | 8,8  | 12,1 | 13,6 | 13,5 | 9,7  | 6    | 1,5  | −1,1 | 5,5   |
| T. moy. (°C)            | 1,4  | 2,4  | 6,3  | 10,1  | 14,2 | 17,7 | 19,4 | 18,9 | 14,8 | 10,6 | 5,4  | 2,2  | 10,3  |
| T. max. moy.            | 5,2  | 6,7  | 11,4 | 15,5  | 19,4 | 23,1 | 25,3 | 24,7 | 20,2 | 15,4 | 9,6  | 5,8  | 15,2  |
| J. avec gel             | 21   | 17,7 | 10,4 | 2,7   | 0,1  | 0    | 0    | 0    | 0    | 1,6  | 9,8  | 18,6 | 81,9  |
| J. avec T. max. ≤ 0 °C  | 2,3  | 1,2  | 0    | 0     | 0    | 0    | 0    | 0    | 0    | 0    | 0,1  | 1,2  | 4,8   |
| J. avec T. max. ≥ 25 °C | 0    | 0    | 0    | 0,2   | 2,9  | 11,1 | 17,8 | 15,2 | 2,5  | 0,1  | 0    | 0    | 49,8  |
| J. avec T. max. ≥ 30 °C | 0    | 0    | 0    | 0     | 0,1  | 0,9  | 2,7  | 1,8  | 0    | 0    | 0    | 0    | 5,5   |
| Ensol. (h)              | 92   | 113  | 163  | 177   | 184  | 209  | 228  | 216  | 180  | 141  | 93   | 79   | 1 875 |
| Préc. (mm)              | 68   | 58   | 63   | 65    | 94   | 96   | 118  | 110  | 80   | 77   | 75   | 80   | 984   |
| dont neige (cm)         | 8    | 8    | 1    | 1     | 0    | 0    | 0    | 0    | 0    | 0    | 3    | 6    | 26    |
| J. avec préc.           | 9    | 7,8  | 8,6  | 8,6   | 11,6 | 10,7 | 10,8 | 10,4 | 8,7  | 9,7  | 9,3  | 10,1 | 115,3 |
| Hum. rel. (%)           | 82   | 78   | 73   | 70    | 73   | 73   | 73   | 76   | 81   | 83   | 84   | 83   | 77    |
| J. avec n.              | 1,9  | 1,7  | 0,4  | 0,4   | 0    | 0    | 0    | 0    | 0    | 0    | 0,8  | 1,9  | 6,7   |

| Diagramme climatique                                  |           |           |           |           |            |             |             |           |         |          |           |
| J                                                     | F         | M         | A         | M         | J          | J           | A           | S         | O       | N        | D         |
| 5,2−2,168                                             | 6,7−1,558 | 11,41,563 | 15,54,465 | 19,48,894 | 23,112,196 | 25,313,6118 | 24,713,5110 | 20,29,780 | 15,4677 | 9,61,575 | 5,8−1,180 |
| Moyennes : • Temp. maxi et mini °C • Précipitation mm |           |           |           |           |            |             |             |           |         |          |           |

### Quartiers

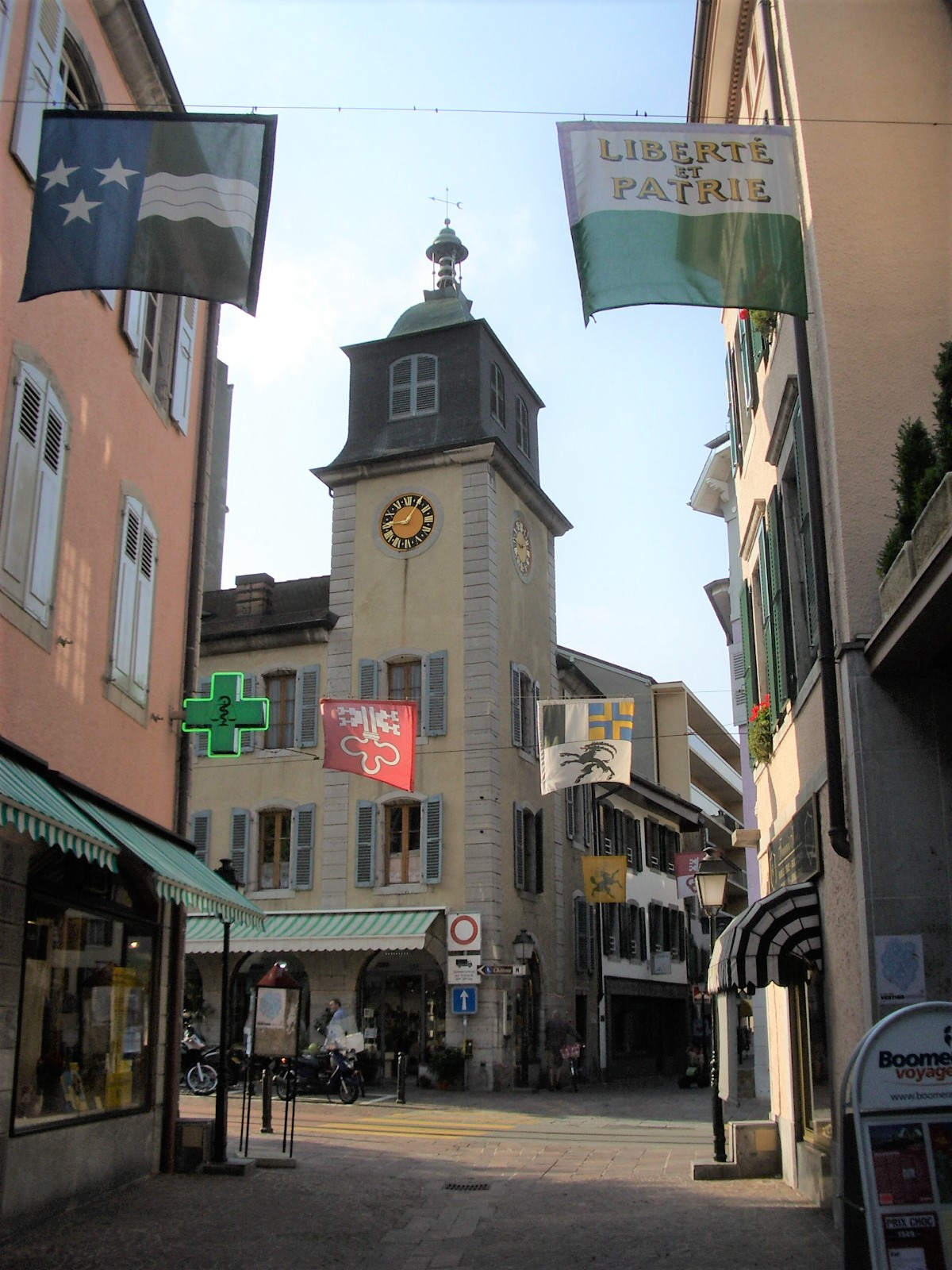
Quartier du Bourg.

- Le quartier du Bourg : centre urbain de la ville, il a accueilli du XIVe au XVIIIe siècle un hospice. Le quartier du Bourg abrite la rue de Jérusalem dont certaines anciennes maisons de bois sont reliées par des passerelles couvertes[6].
- Le quartier de la Chapelle : il porte le nom de la chapelle Saint-Pierre qui dépendait de l'hospice du Grand-Saint-Bernard (XIIe siècle). Elle a été démolie.
- Le quartier du Cloître : il s'est formé autour du prieuré de Saint-Maurice d'Ainay. L'église Saint-Maurice, classé comme bien culturel d'importance nationale, a d'abord été romane (XIIe siècle) avant d'être remplacée par une église gothique au XVe siècle. Le château a été construit au XIIIe siècle.
- Le quartier de la Fontaine : il est situé sur la rive droite de la Grande-Eau. Datant de la fin du Moyen Âge, il est le plus récent des quartiers historiques aiglons et abrite un remarquable lavoir couvert. L'origine du quartier serait liée aux habitants de Leysin qui y entreposaient les récoltes des terres qu’ils possédaient en plaine. Il a par la suite abrité de nombreuses écuries.
- Le quartier sous gare : quartier résidentiel datant du XXe siècle.
- Le quartier de La Planchette : quartier d'immeubles locatifs en pleine expansion.

### Transport

#### Transport public

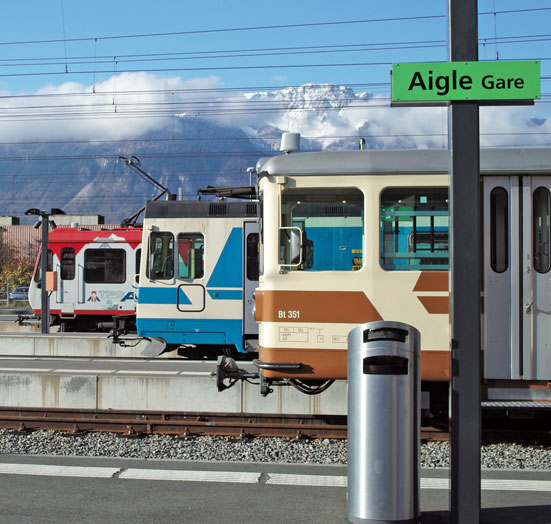
Trains des lignes AOMC, ASD et AL dans leurs anciennes couleurs, en gare d'Aigle.

Aigle est desservie par de nombreuses lignes de transport public, en particulier depuis la gare d'Aigle :
- IR : Train CFF : Ligne du Simplon Lausanne - Brigue
- A : Train TPC : AL :  Aigle - Leysin (train à voie métrique et à crémaillère datant de 1900, avec une pente maximum de 23 %)
- C : Train TPC : AOMC : Aigle - Ollon - Monthey - Champéry (train à voie métrique datant de 1907)
- D : Train TPC : ASD : Aigle - Le Sépey - Les Diablerets (train à voie métrique datant de 1914)
- 111 : Bus TPC : Aigle - Villeneuve
- 140 : Bus TPC : Desserte interne à la commune
- 141 : Bus CarPostal : Aigle - Vionnaz - Saint-Gingolph
- 142 : Bus CarPostal : Aigle - Vionnaz - Torgon
- 143 : Bus CarPostal : Aigle - Yvorne - Corbeyrier - (Luan)
- 144 : Bus TPC : Aigle - Villars-sur-Ollon
- Noctibus : Bus TPC : Monthey - Bex - Aigle - Villeneuve (vendredis et samedis soir)

#### Routes nationales et autoroutes
- Route principale H9 : Vallorbe - Lausanne - Aigle - Sion - Brigue - Col du Simplon - Gondo
- Route principale H11 : Vionnaz - Aigle - Col des Mosses - Spiez - Sustenpass - Wassen
- A9 (Vallorbe-Lausanne-Brigue)  17 (Aigle)

## Toponymie
Aigle renvoie au nom masculin Agil, attesté aussi dans les documents médiévaux sous la forme romanisée Agilius. Il s'agit d'une francisation du nom de personne germanique Aigel, Eigel. Les noms germaniques ont été adoptés par la population romane dès le Ve siècle ; le toponyme Aigle a donc pu être formé dès les VIe et VIIe siècles.

## Histoire

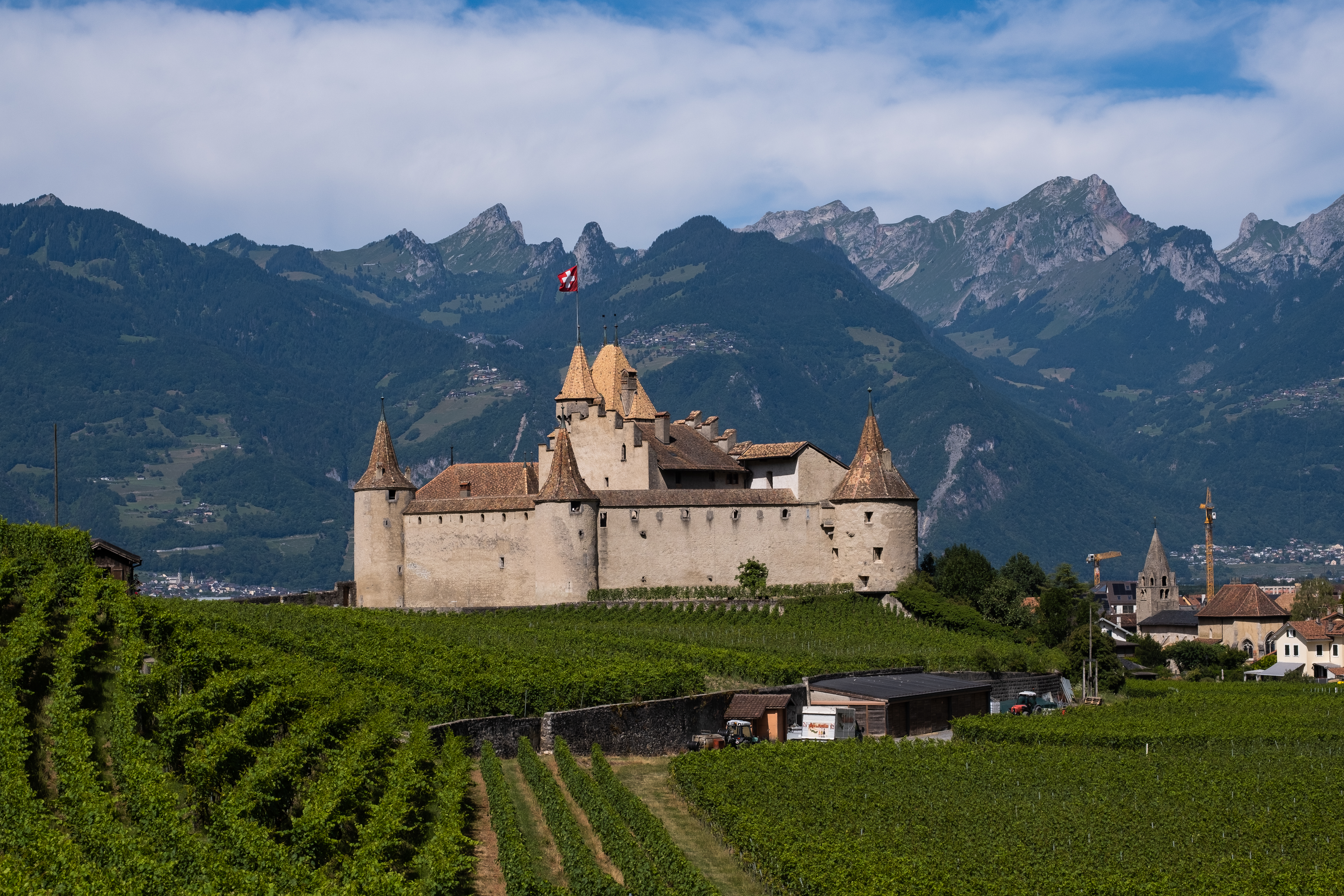
Le château d'Aigle.

Les traces d'occupation remontent à 3 500 ans mais les premières habitations sont datées de l'époque romaine. Ville savoyarde, Aigle était partagée entre plusieurs familles et l'abbaye de St-Maurice. C'est l'une d'entre elles, la famille de Allio ou d'Aigle, qui construisit le château XIIe siècle et donna ainsi son nom à la ville. Située sur la route du Col du Grand-Saint-Bernard, Aigle est devenue une ville commerciale importante au Moyen Âge dont on retrouve la trace aujourd'hui dans les quartiers pittoresques du Cloître, de la Fontaine, de la Chapelle et du Bourg.
Pendant les guerres de Bourgogne au XVe siècle, les troupes mercenaires en provenance d'Italie venant soutenir l'armée bourguignonne faisaient halte à Aigle avant de traverser le pays de Vaud. S'y opposant, des troupes bernoises constituées d'hommes des Ormonts et du Pays d'Enhaut ravagèrent le quartier du Bourg et incendièrent partiellement le château. Au congrès de Fribourg déjà (16 août 1476), les cantons rétrocédèrent le Pays de Vaud à la Savoie.
À la chute de l'État bourguignon en 1476, les cantons rétrocédèrent le Pays de Vaud à la Savoie contre 50 000 fl, excepté le district d'Aigle qui devint bernois. Afin de mieux surveiller le Valais allié mais catholique, la région était dirigée par un gouvernement bernois établi au château. C'est ainsi qu'Aigle est devenue la première terre francophone à faire partie de l'ancienne Confédération suisse et à être officiellement protestant. En effet en 1526 Berne nomma Guillaume Farel afin de convertir la population catholique au protestantisme. Aigle resta bernoise jusqu'à la révolution vaudoise de 1798.
En 1534 fut mise en route au-dessus d'Aigle l'exploitation de la première mine de sel de Suisse. L'eau salée était conduite dans des saumoducs reliant Panex à Bévieux, Aigle et Roche en passant par Aigle. Le bois nécessaire pour obtenir du sel était amené par la Grande Eau (Aigle), l'Eau Froide (Roche) et l'Avençon (Bévieux). La saline fut centralisée ensuite sur Bex en 1798.
L'ouverture de la ligne de chemin de fer du Simplon en 1858 entraîna le développement du tourisme (deux hôtels et un tramway reliant la gare aux Fahy) et la création de lignes de train de montagne pour joindre Leysin (1900) et les Diablerets (1914).
Par la suite, le château devient le siège du tribunal et des prisons de district jusqu'en 1973. Il accueille aujourd'hui le Musée vaudois de la vigne et du vin.

## Politique et administration

### Municipalité (exécutif)
Les municipaux de la commune d'Aigle sont au nombre de cinq :
- Grégory Devaud (PLR), syndic : responsable de l'administration, du territoire et de l'économie
- Jean-Luc Duroux (Indépendant), vice-président : responsables des finances, de la sécurité et des travaux publics
- Maude Allora (AlternativeS-Les Verts) : responsable de la cohésion sociale, des transports et de l'assainissement
- Fabrice Cottier (PLR) : responsable des bâtiments, des sports et des constructions
- Stéphane Montangero (PS) : responsable de l'environnement et de la mobilité, du service à la population et du patrimoine

### Conseil communal (législatif)
Le conseil communal d'Aigle se compose de 70 sièges.
| Parti politique             | Nombre de sièges |
| --------------------------- | ---------------- |
| PLR - Les Libéraux-Radicaux | 28               |
| Parti socialiste Aigle      | 11               |
| Les Vert.e.s & ouverts      | 9                |
| L'Entente Aiglonne          | 8                |
| AlternativeS                | 7                |
| PAI-UDC & Indépendants      | 7                |

### Liste des syndics d'Aigle
- 01/07/2021 - aujourd'hui : Grégory Devaud
- 01/07/2006 - 30/06/2021 : Frédéric Borloz
- 01/01/1998 - 30/06/2006 : Marc-Henry Soutter
- 01/01/1986 - 31/12/1997 : Robert Rittener
- 01/01/1974 - 31/12/1985 : Alfred Pirolet
- 01/07/1956 - 31/12/1973 : Charles Reitzel
- 01/07/1950 - 30/06/1956 : Henri Badoux
- 01/01/1946 - 30/06/1950 : Paul Genet
- 01/01/1938 - 31/12/1945 : Henri Lavanchy
- 01/03/1911 - 31/12/1937 : Eugène Bonnard
- 30/07/1908 - 28/02/1911 : Alfred Zwahlen
- 01/06/1902 - 19/07/1908 : Charles Gaillard-Perréaz
- 30/11/1895 - 31/12/1901 : Ernest Burnier
- 22/08/1870 - 15/11/1895 : Colonel Aloïs de Loës

### Sécurité publique
- La ville d'Aigle dispose de son propre corps de police, actif 24 heures sur 24, essentiellement destiné à répondre aux besoins et défis locaux, que ce soit en matière de prévention ou de répression. Son activité se développe en partenariat avec les corps voisins du district d'Aigle, à savoir Ollon/Villars et Bex.

### Projet de fusion de communes
La commune d'Aigle a mené en 2010 un projet de fusion avec les communes voisines de Leysin et d'Yvorne, qui a été refusé par les Aiglons pour 43 voix en votation populaire le 26 septembre 2010 :
| Commune | Oui          | Non          | Abstentions |
| ------- | ------------ | ------------ | ----------- |
| Aigle   | 1 168 (49 %) | 1 211 (51 %) | 42          |
| Leysin  | 455 (53 %)   | 403 (47 %)   | 13          |
| Yvorne  | 252 (52 %)   | 232 (48 %)   | 8           |

La nouvelle commune d'Aigle aurait rassemblé les 13 100 habitants des trois communes initiales, sur un territoire de 47,09 km2. La municipalité aurait été portée à 9 membres et le conseil communal à 100 conseillers. Des arrondissements électoraux auraient alors été mis en place pour garantir la représentation des minorités au sein des conseils.

### Jumelages
Aigle est jumelée avec :
- L'Aigle en Normandie (France) – 1964 ;
- Bassersdorf dans le canton de Zurich (Suisse) – 1969 ;
- Tübingen dans le Bade-Wurtemberg (Allemagne) – 1973.

## Population et société

### Gentilé et surnoms
Les habitants de la commune se nomment les Aiglons.
Ils sont surnommés les Renailles, soit les grenouilles, ou les Renouillards (lè Renaillâre en patois vaudois), soit les pêcheurs de grenouille, les Jaques d'Aigle, du nom des seigneurs et du patron de la paroisse du bourg, et les Ivrognes, en raison des vignobles de la commune,.

### Démographie

#### Évolution de la population
Aigle compte 10 913 habitants au 31 décembre 2022 pour une densité de population de 665 hab/km2. Sur la période 2010-2019, sa population a augmenté de 10,2 % (canton : 12,9 % ; Suisse : 9,4 %).  

#### Pyramide des âges
En 2020, le taux de personnes de moins de 30 ans s'élève à 36,3 %, au-dessus de la valeur cantonale (35 %). Le taux de personnes de plus de 60 ans est quant à lui de 23,1 %, alors qu'il est de 21,9 % au niveau cantonal.
La même année, la commune compte 5 117 hommes pour 5 345 femmes, soit un taux de 48,9 % d'hommes, inférieur à celui du canton (49,1 %).
| Hommes | Classe d’âge | Femmes |
| ------ | ------------ | ------ |
| 0,6    | 90 ans ou +  | 1,2    |
| 6,1    | 75 à 89 ans  | 8,6    |
| 14,5   | 60 à 74 ans  | 15,2   |
| 20,5   | 45 à 59 ans  | 20,1   |
| 20,8   | 30 à 44 ans  | 19,8   |
| 20,0   | 15 à 29 ans  | 18,8   |
| 17,5   | - de 14 ans  | 16,2   |

| Hommes | Classe d’âge | Femmes |
| ------ | ------------ | ------ |
| 0,5    | 90 ans ou +  | 1,4    |
| 6,1    | 75 à 89 ans  | 8,2    |
| 13,3   | 60 à 74 ans  | 14,3   |
| 21,5   | 45 à 59 ans  | 21,2   |
| 22,0   | 30 à 44 ans  | 21,4   |
| 19,6   | 15 à 29 ans  | 18,0   |
| 16,9   | - de 14 ans  | 15,5   |

### Sports et loisirs

#### Loisirs
- Grimpe d'arbres : Parc Aventure[18] comprend 11 parcours dans la forêt du Fahy au bord de la Grande Eau, accessible en train (Ligne D ASD Aigle - Diablerets) à l'arrêt Grand Hôtel[19]. Parc Aventure est ouvert de début mai à fin octobre.

- Piscine extérieure avec un bassin de taille olympique, un grand toboggan, un bassin non nageur, une pataugeoire, un minigolf et un terrain de beach-volley, ouverte de début mai à fin août en fonction du temps.
- Golf : Golf Club Montreux, le 18 trous de la ville de Montreux est situé sur la commune d'Aigle et est ouvert du printemps à l'automne.
- Escalade : Aigle dispose de 2 spots d'escalade dans le Plantour (bons grimpeurs) et Drapel[20].

- Roller : Aigle se situe sur l'itinéraire national Rhône Skate 2 de 3 tronçons, reliant Sierre à Vevey, balisé et entretenu par la fondation La Suisse en rollers[21].

- Randonnée : en plus des nombreux chemins de randonnées autour de la ville, la fondation la Suisse à pied propose la Via Francigena[22], voie romaine reliant Ste-Croix au Col du Grand-Saint-Bernard, via Aigle, et le Sentier des vignes[23] qui relie Aigle à Bex.

#### Vélo et VTT
- Centre mondial du cyclisme

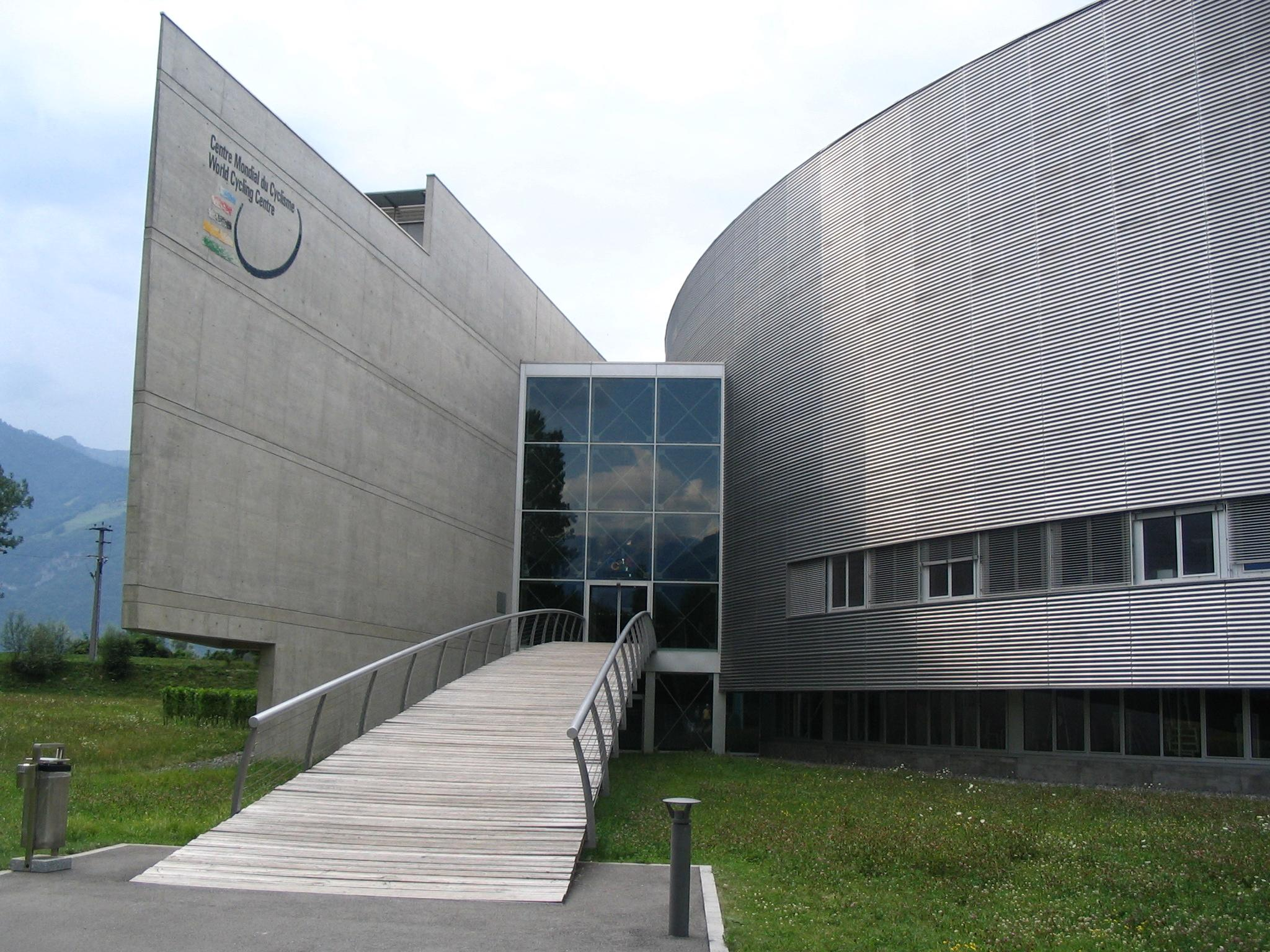
Union cycliste internationale (UCI).

Aigle accueille le Centre mondial du cyclisme, Centre olympique de formation, qui accueille le siège de l'Union cycliste internationale (UCI), et possède une importante infrastructure sportive polyvalente : un vélodrome avec une piste couverte en bois de 200 m et 800 places assises, un circuit BMX au format olympique avec rampe de départ à 8 m de haut, une piste d'athlétisme synthétique de 250 m, un espace multisports polyvalents de 1 800 m2, une salle de gymnastique artistique de 700 m2 et une salle de musculation.
Aigle se situe à la croisée de plusieurs itinéraires cyclistes nationaux et régionaux balisés et entretenus par la fondation Suissemobile :
- Route panorama alpin 4[25] : itinéraire vélo exigeant (franchissement de 10 cols des Alpes) de 6 tronçons et 8 étapes traversant les Préalpes du Nord, de Sankt Margrethen à Aigle.
- Route du Rhône 1[26] : itinéraire vélo facile de 5 tronçons et 8 étapes longeant le Rhône, de Andermatt à Genève, qui longe la commune d'Aigle.
- Alpine Bike 1[27] : itinéraire mountain bike (VTT) exigeant de 16 étapes reliant Scuol à Aigle.
- Alpes de la Région du Léman Bike 68[28] : itinéraire mountain bike (VTT) difficile de 2 étapes reliant Aigle à Saint-Maurice.

## Économie
Aigle couvre 4 000 emplois, dont 7 % dans le secteur primaire, 23 % dans le secteur industriel et 70 % dans les services (2001). Elle accueille le siège de Reitzel (usine de condiments créée en 1909), l'Union cycliste internationale, les vins Badoux, l'usine pharmaceutique Zyma, l'entreprise de transformation des métaux Zwahlen et Mayr SA et de nombreuses petites entreprises.

## Culture et patrimoine

### Patrimoine bâti
- Ancienne église Saint-Maurice mentionnée depuis le 12e s. et qui appartenait à un prieuré fondé par l'abbaye de Saint-Maurice[29].
- Château d'Aigle.
- Musée vaudois de la vigne et du vin.
- Église catholique d'Aigle (1863-1866), par l'architecte Émile Vuilloud.
- École (1869) par l'architecte François Jaquerod.
- Loge maçonnique La Chrétienne des Alpes, fondée à Vevey en 1820, transférée à Aigle en 1828. Cette loge achète en 1950  une maison de la rue de Jérusalem et y inaugure ses nouveaux locaux en 1951[30].

### Théâtre et cinéma
- Cinéma : Aigle a un cinéma de 3 salles, dont une pouvant projeter des films en 3D, le Cosmopolis[31]. L'intérieur propose une fresque d’accueil au style Graffiti et Design et le coin bar est décoré de plusieurs personnages de film mélangeant esthétiquement le photoréalisme et le la touche unique de l'artiste aiglon NadaOne (David Duvoisin). Un club de cinéma pour enfants de 6 à 12 ans, La Lanterne Magique, propose une fois par mois de découvrir le cinéma en s'amusant.

- Théâtre : le théâtre WAOUW [32] propose une programmation théâtrale professionnelle riche et variée. Il accueille, crée et produit des spectacles depuis 2001.
- Jardin : le plus grand Jardin zen de Suisse[33] inspiré des espaces verts orientaux a ouvert ses portes en 2010. Grand de 3 000 m2, il abrite 140 espèces de végétaux et 15 étapes, et se veut une invitation au voyage.

### Espaces d'exposition
- Musée de la Vigne et du Vin : entièrement restauré en 2010 et situé dans le château, il accueille aujourd'hui en plus du musée des expositions culturelles temporaires.
- Espace Graffenried : nouvel espace d'expositions d'art dans l'Ancienne Maison de Ville entièrement restaurée en 2018.
- Château d'Aigle : aujourd'hui musée de la Vigne et du Vin
- Fondation Hervé : collection d'automobiles anciennes
- Galerie d'art Farel

### Manifestations
- Fête des Couleurs, fête annuelle avec cortège d'enfants et concerts, dédiée à la diversité culturelle (premier week-end du mois de juillet).
- Manifestations sportives : La Printanière, course cycliste populaire, 98 et 69 km (ouverte à tous, l'arrivée et le départ se font au Centre mondial du cyclisme), tournois de beach-volley et pétanque pendant 2 semaines en août sur la place du Marché, semi-marathon Aigle - Tour d'Aï - Leysin début août, Coupe du Monde UCI cyclocross en octobre, le tour du monde sur piste en novembre (durant 24 h et en équipes)...
- Marchés : Brocante d'Aigle en juin, Marché gourmand mi-octobre, Marché de Jérusalem début décembre.
- Braderie d'Aigle, fête en plein air avec bars, attractions, stands et spectacles (premier week-end de septembre, du vendredi au dimanche soir).
- Mondial du Chasselas, compétition internationale mettant aux prises différents vins issus du cépage chasselas (alias Fendant et Gutedel), produits principalement en Suisse, Allemagne, France et Hongrie (en juin, au Château d'Aigle).

### Personnalités
Personnalités nées ou résidentes à Aigle, :
- Samuel Cornut (1861–1918), écrivain né à Aigle ;
- Gustave Doret (1866–1943), musicien né à Aigle ;
- Frédéric Rouge (1867–1950), peintre né à Aigle.
- Charles Émile Egli (1877-1937), peintre et illustrateur né à Aigle ;
- Jacques Dubochet (1942-), biochimiste et prix Nobel de chimie, né à Aigle ;
- Jacky Lagger (1950-), poète, musicien et chanteur pour enfants et adultes ;
- Jacques Cornu (1953-), pilote de moto né à Aigle ;
- Jacques-Michel Pittier (1955-), écrivain né à Aigle ;
- Sébastien Buemi (1988-), pilote de F1 né à Aigle ;
- Romain Mader (1988-), photographe né à Aigle ;
- Siem de Jong (1989-), footballeur néerlandais né à Aigle ;
- Luuk de Jong (1990-), footballeur néerlandais né à Aigle ;
- Benjamin Kololli (1992-), footballeur kosovar né à Aigle ;
- Mersim Asllani (en) (1999-), footballeur kosovar né à Aigle.

### Héraldique
| Blason | Blasonnement : Coupé de sable et d'or à deux aigles de l'un et l'autre. Commentaires : Ces armoiries parlantes pourraient remonter au XVe siècle, mais le plus ancien sceau connu ne date que du début du XVIe siècle. La relation de ces armoiries avec celles attribuées aux anciens vidomnes du XIIIe siècle ou encore avec l'aigle du comte Thomas de Savoie, suzerain du bourg en 1231, paraît très hypothétique. La devise de la ville d'Aigle est « Recta volat cum scientia et justitia » (« Elle vole droit au but avec savoir et justice »). On en retrouve une partie dans la devise du groupe scout de Plantour, Recta volat (« Voler droit »), fondé à Aigle en 1926. |